# Сатурн IB
„Сатурн IВ“ (на английски: Saturn IВ) – американска ракета-носител, модернизирана версия на ракетата Сатурн I, притежаваща много по-мощна втора степен (S-IVB). За разлика от предшественичката си тя може да изведе в орбита командния и служебния отсек и лунния модул на кораба „Аполо“ на ниска околоземна орбита. Затова тя се използва за изпитания на кораба „Аполо“, когато ракетата Сатурн V все още не е готова. По-късно се използва в програмата Скайлаб и проекта Аполо-Союз.

## Стартове на ракетата „Сатурн IВ“
| Сериен номер | Mисия | Дата на старт | Бележки | | | |
| AS-201       | AS-201 | 26 февруари 1966 | Първи пробен полет. Суборбитален тест на командния и служебния модул на кораба „Аполо“ | | | |
| AS-203       | Aполо 2 (AS-203) | 5 юли 1966 | 2-ри пробен полет. Изпитания на степента S-IVB. Изучаване поведението на течния водород в състояние на безтегловност и изпитания на системите, осигуряващи повторно включване на основния двигател на степента. Ступента се взривява на седмата обиколка около Земята | | | |
| AS-202       | Аполо 3 (AS-202) | 25 август 1966 | 3-ти пробен полет. 2-ри суборбитален тест на командния и сервизния модули (безпилотни). | | | |
| AS-204       | Аполо 5 | 22 януари 1968 | Безпилотни изпитания на лунния модул на Земна орбита. Стартира с помощта на неизползваната ракета-носител от кораба Аполо 1. 36 обиколки. | | | |
| AS-205       | Аполо 7 | 11 октомври 1968 | Тестове на околоземна орбита. Екипаж: Шира, Айзъл, Кънингам. 163 обиколки около Земята. Последен старт от стартова площадка 34 | | | |
| AS-206       | Скайлаб 2 | 25 май 1973 | Първи екипаж на Skylab: Конрад, Уайтц, Къруин. 404 обиколки. Първи старт от площадка 39B с използване на „Сатурн-1B“. | | | |
| AS-207       | Скайлаб 3 | 28 юли 1973 | Втори екипаж на Skylab: Бийн, Лузма и Гериът. 838 обиколки около Земята. | | | |
| AS-208       | Скайлаб 4 | 16 ноември 1973 | Трети и последен екипаж на Skylab: Кар, Гибсън, Поуг. 1.214 обиколки около Земята. | | | |
| AS-209       | Скайлаб спасителна мисия | 1973, 1974 | Спасителната мисия Скайлаб. Не използвана. Сега може да се види в Kennedy Space Center, с имитация на кораба „Aполо“. | Спасителната мисия Скайлаб. Не използвана. Сега може да се види в Kennedy Space Center, с имитация на кораба „Aполо“.                                                                       | Спасителната мисия Скайлаб. Не използвана. Сега може да се види в Kennedy Space Center, с имитация на кораба „Aполо“. | Спасителната мисия Скайлаб. Не използвана. Сега може да се види в Kennedy Space Center, с имитация на кораба „Aполо“. |
| AS-210       | ASTP | 15 юли 1975 | Тестови изпитания с кораба „Союз“. Екипаж: Стафорд, Бранд, Слейтън. 136 обиколки. Последен полет на „Сатурн IB“. | | | |
| AS-211       | Неизползвана. Първата степен е изложена, заедно със скачения ускорителен блок S-IVB в Alabama Welcome Center на трасе I-65 в Ardmore, AL. Втората степен (S-IVB), имитира станцията Skylab. | Неизползвана. Първата степен е изложена, заедно със скачения ускорителен блок S-IVB в Alabama Welcome Center на трасе I-65 в Ardmore, AL. Втората степен (S-IVB), имитира станцията Skylab. | Неизползвана. Първата степен е изложена, заедно със скачения ускорителен блок S-IVB в Alabama Welcome Center на трасе I-65 в Ardmore, AL. Втората степен (S-IVB), имитира станцията Skylab.                                                                           | Неизползвана. Първата степен е изложена, заедно със скачения ускорителен блок S-IVB в Alabama Welcome Center на трасе I-65 в Ardmore, AL. Втората степен (S-IVB), имитира станцията Skylab. | | |
| AS-212       | Неизползвана. Втората степен S-IVB е преработена в космическата станция Скайлаб. | Неизползвана. Втората степен S-IVB е преработена в космическата станция Скайлаб. | Неизползвана. Втората степен S-IVB е преработена в космическата станция Скайлаб. | Неизползвана. Втората степен S-IVB е преработена в космическата станция Скайлаб. | | |
| AS-213       | Построена е само първата степен. Неизползвана | Построена е само първата степен. Неизползвана | Построена е само първата степен. Неизползвана | Построена е само първата степен. Неизползвана | | |
| AS-214       | Построена е само първата степен. Неизползвана | Построена е само първата степен. Неизползвана | Построена е само първата степен. Неизползвана | Построена е само първата степен. Неизползвана | | |